# Ligne 23 du tramway de Bruxelles
Pour les articles homonymes, voir Ligne 23.
La ligne 23 du tramway de Bruxelles est une ligne de tramway créée le 2 janvier 1923 qui reliait avant le 14 mars 2011, la place Vanderkindere à Uccle au plateau du Heysel via Montgomery en empruntant l’axe de grande ceinture, avec un passage souterrain (prémétro) entre Pétillon et Meiser.
Elle était cadencée avec les lignes 24 et 25. De plus, le tracé de la ligne est aussi appelé « la grande boucle ». En effet, elle dessinait une boucle géante nord-est-sud dans Bruxelles.
La ligne est remplacée par la ligne 7 le 14 mars 2011.

## Histoire
La ligne 23 du tram de Bruxelles a été créée le 2 janvier 1923.[réf. nécessaire]
À l'occasion de la cinquième phase de restructuration du réseau de tramway bruxellois le 19 mars 1968, l'exploitation de la ligne passe en one-man-car en soirée et le dimanche.
Elle devient en 1993 la ligne de tramway du réseau de la STIB comptant le plus de kilomètres en prémétro, avec pas moins de 15 stations (Diamant, George Henri, Montgomery, Boileau, Albert, Horta, Parvis de Saint-Gilles, Porte de Hal, Gare du Midi, Lemonnier, Anneessens, Bourse, De Brouckère, Rogier, Gare du Nord), soit quatre de plus que sa sœur la ligne 90.[réf. nécessaire]
Au terminus du "Heysel" qu'elle partageait avec le tram 81 (Heysel-Montgomery), un panneau indicatif mentionnait " 23 Nord (B)  via Montgomery " afin de permettre aux voyageurs de gagner un temps précieux.[réf. nécessaire]

### La restructuration du réseau
Dans le cadre de la restructuration du réseau de la STIB qui dura de mars 2006 à l’été 2008, soit un peu plus de 2 ans, la ligne 23 du tram de Bruxelles subira plusieurs modifications du tracé :
- Le 6 mars 2006, la ligne est fusionnée provisoirement avec la ligne 3. Ainsi, les trams relient alors le Heysel à la Gare du Nord via Churchill.
- Le 26 juin 2006, la ligne 23/3 a été scindée, et les lignes 3 (Churchill à Gare du Nord) et la ligne 23 entre Vanderkindere et Heysel ont pris le relais. L’embarquement des voyageurs sur la ligne 23 n’était pas autorisé à la station Vanderkindere, en raison de l’absence de terminus pour y permettre le stationnement des trams.
- Le 16 avril 2007, en remplacement de la défunte ligne de tram 90 qui reliait Rogier à la Gare du Midi via Montgomery, la ligne 23 est prolongée de Vanderkindere à Gare du Midi via l’axe prémétro Nord-Sud.
- Le 30 juin 2008, à la suite du rétablissement de la ligne 3, la ligne 23 est supprimée entre la Gare du Midi et la place Vanderkindere. Seule la portion entre cette dernière et le Heysel subsiste afin de permettre une cadence aux lignes 3 et 4 de l’axe prémétro Nord-Sud.
- En mars 2011, la ligne 23 porte un nouveau numéro, ce n'est plus le 23 mais le 7.

## Tracé et stations

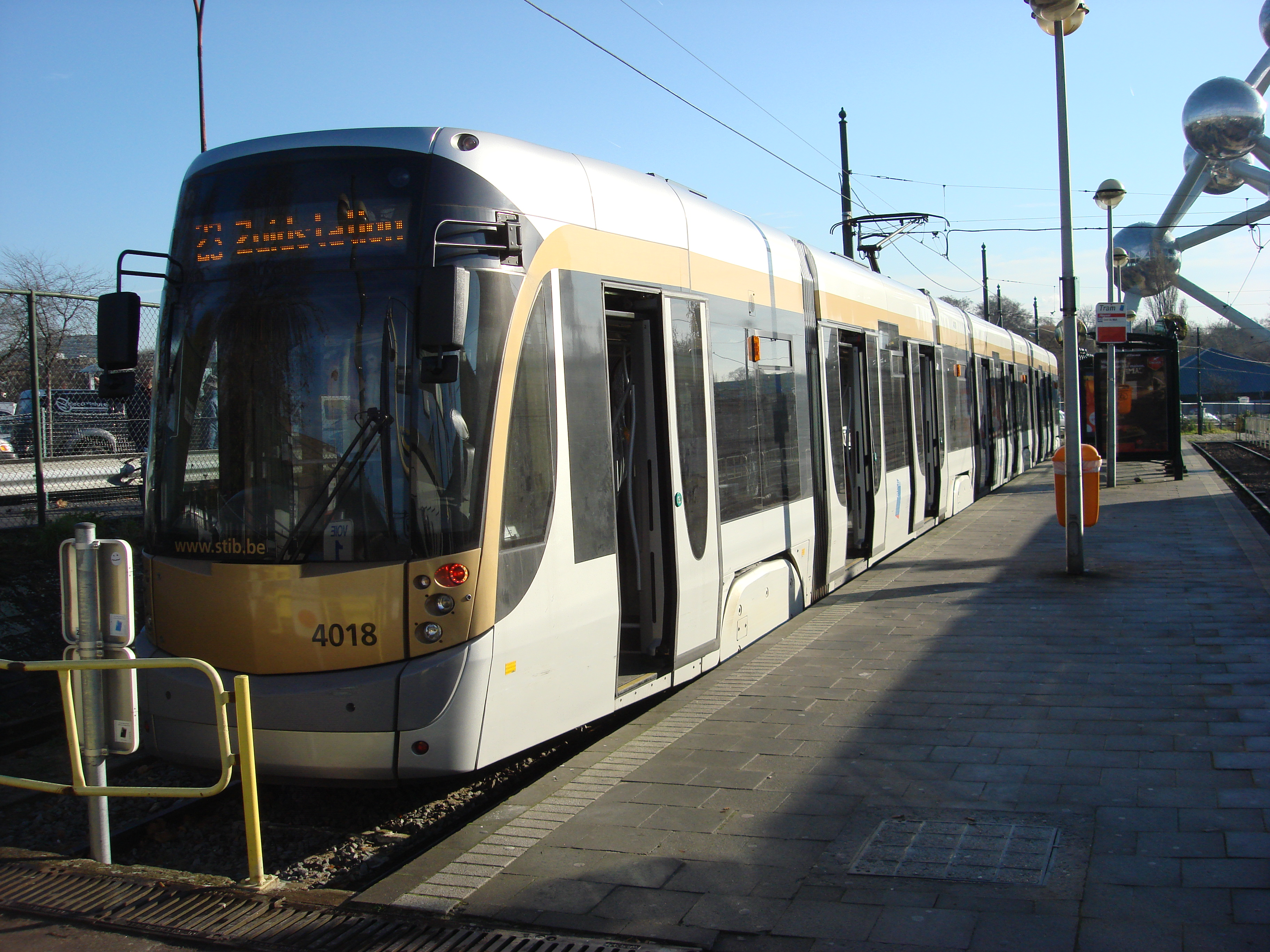
Le T4018 de la ligne 23 au Heysel à l’époque où la ligne atteignait la Gare du Midi.

La ligne 23 du tram de Bruxelles partait de la place Vanderkindere en correspondance avec les lignes de tram 3, 4, 24 et 92. Les trams de la ligne remontaient l’avenue Winston Churchill afin de desservir le rond-point Churchill, terminus du 3. Les trams empruntaient aussi la chaussée de Waterloo, desservaient Bascule, empruntaient l’avenue Legrand, permettant la desserte de la station du même nom, en correspondance avec la ligne 94. Ils suivaient ensuite les trams des lignes 24 et 94 jusqu’à Buyl où ils se séparaient du 94 et sont rejoints les trams du 25. Les 23 desservaient ensuite la gare d'Etterbeek, remontaient le boulevard Général Jacques, desservaient Arsenal, la station Pétillon en correspondance avec la ligne de métro 5. Les trams s’engouffraient dans les tunnels du prémétro de l’axe de grande ceinture afin de desservir les stations Boileau, Montgomery en correspondance avec la ligne de métro 1, Georges Henri et Diamant avant de ressortir au niveau de la place Général Meiser où le 23 se séparait de la ligne 25. Les 23 utilisaient le boulevard Lambermont. Au niveau de l’avenue Princesse Élisabeth, elle se séparait cette fois-ci de la ligne 24. Les trams empruntaient ensuite le pont Teichmann et retrouvaient la ligne 3 sur le carrefour Van Praet desservant ainsi la station homonyme et enjambant le pont du même nom. Puis, ils s’engouffraient dans le tunnel Léopold mis en service depuis le 28 août 1957 en réutilisant un raccordement ferroviaire inachevé du XIXe siècle vers le château royal ensuite ils sont sur un véritable site propre qui longeaient l’avenue des Croix du Feu ainsi que le Domaine Royal de Laeken. Arrivés à De Wand, situé dans une tranchée crée à l’occasion de l’Exposition Universelle de 1958, ils renforçaient la ligne 19 qui part de celle-ci et se séparait une fois pour toutes, de la ligne 3. Puis, les trams s’engouffraient dans un tunnel (ex SNCV) passant sous les voies de la ligne 3 et sous le Parc de Laeken pour arriver à la place Saint Lambert où se situe l’arrêt du Centenaire, point de correspondance avec la ligne 19 et 51 (anciennement la ligne 81). Ils se séparaient des trams de la ligne 19 pour remonter à travers un site propre vers le terminus Heysel, en correspondance avec la ligne de métro 6 et de tramway 51.

### Les stations

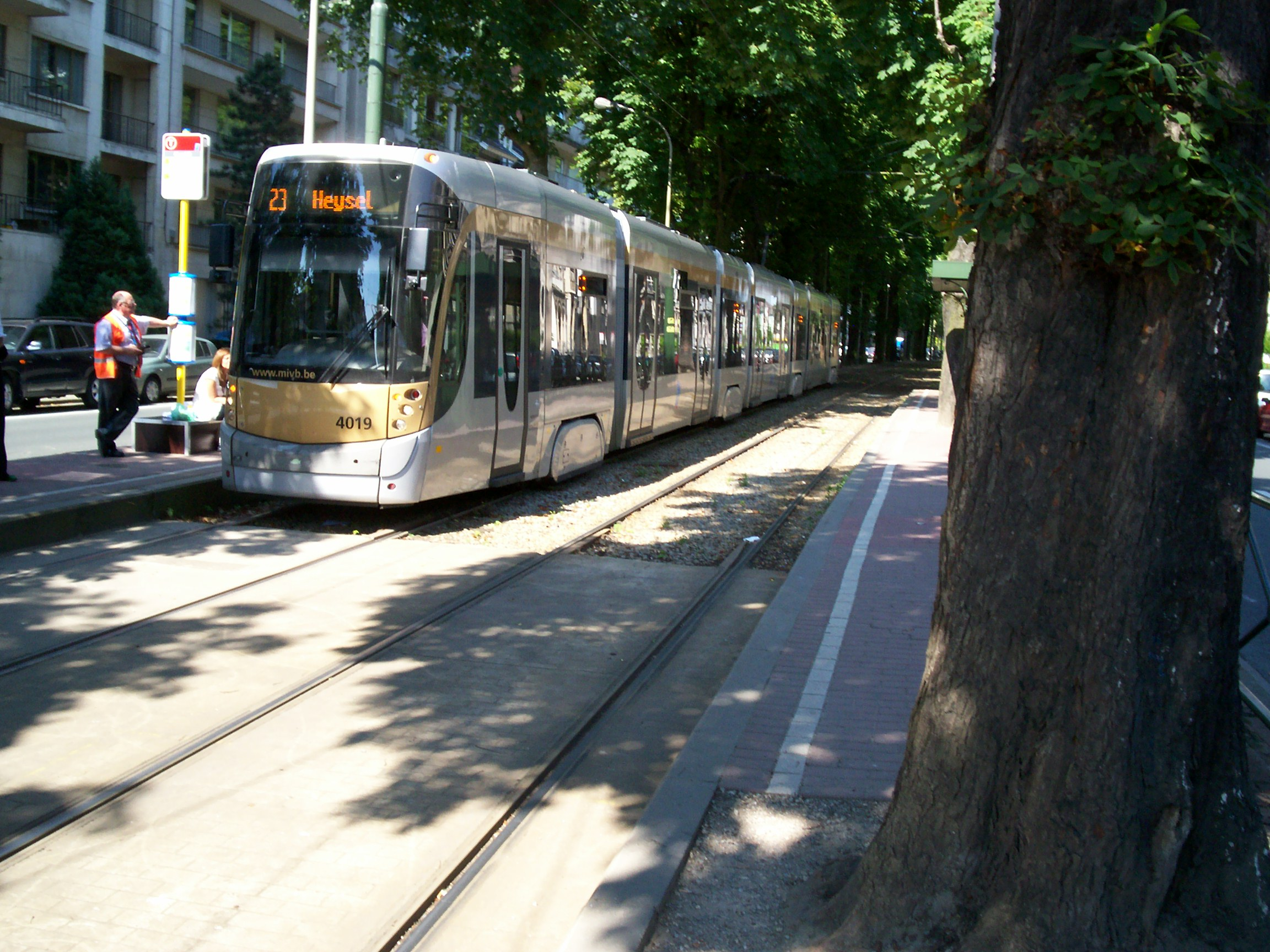
Le T4019 au véritable terminus Churchill et en direction du Heysel.

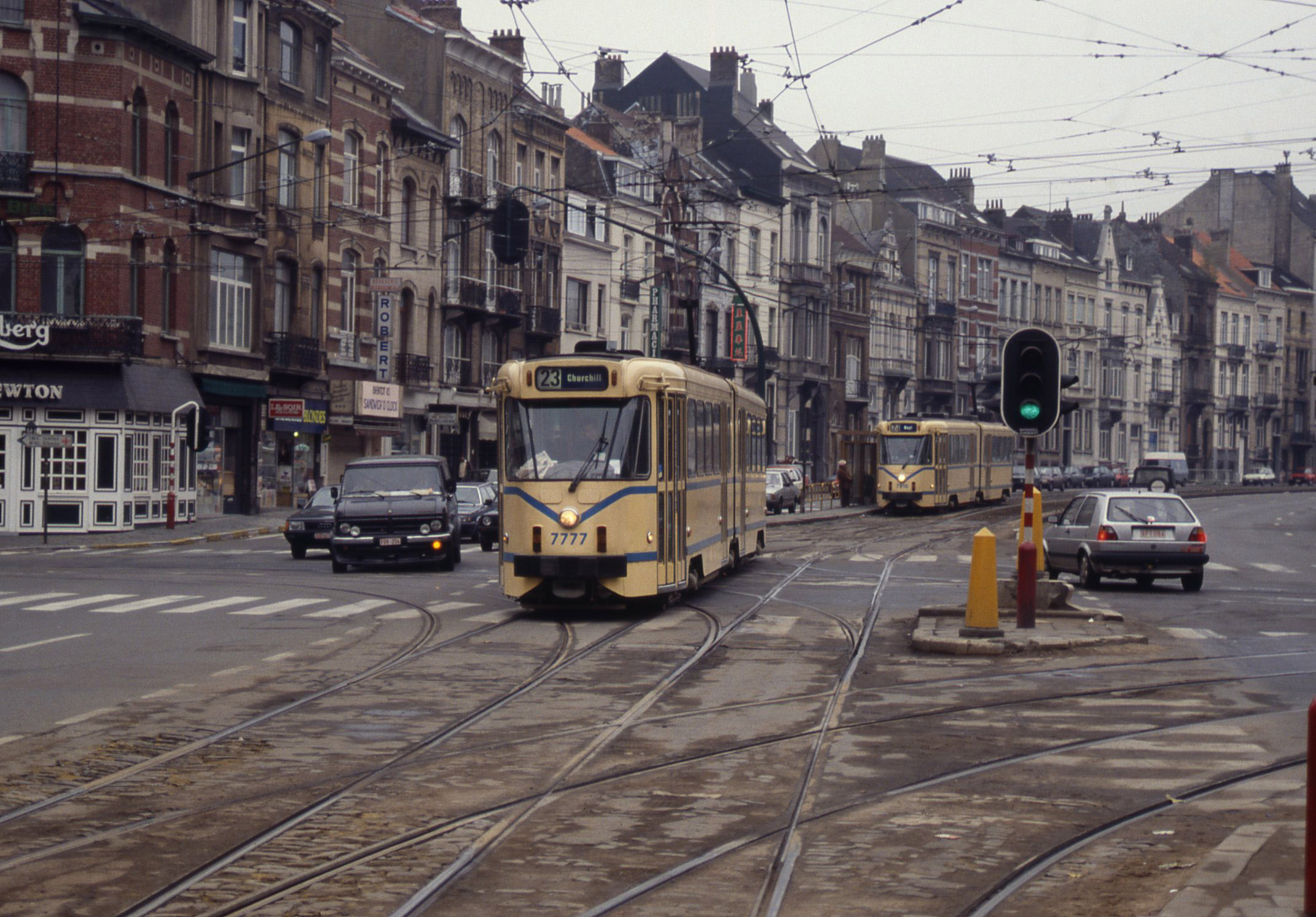
PCC 7700 au carrefour Buyl en 1990.

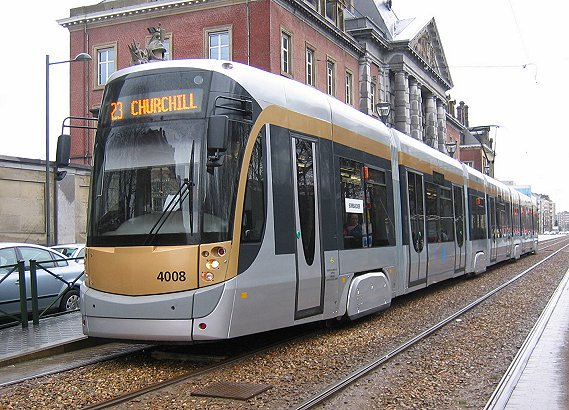
Le T4008 en direction de Churchill.

|  |   |  | Stations            | Lat/Long                    | Type     | Communes             | Correspondances (Train, métro, tram) |
|  | - |  | ------------------- | --------------------------- | -------- | -------------------- | ------------------------------------ |
|  | o |  | Vanderkindere       | 50° 48′ 49″ N, 4° 20′ 52″ E |          | Uccle                | (T) · (3) · (4) · (24) · (33) · (92) |
|  | o |  | Churchill           | 50° 48′ 43″ N, 4° 21′ 14″ E |          | Uccle                | (T) · (3) · (24)                     |
|  | o |  | Cavell              | 50° 48′ 41″ N, 4° 21′ 27″ E |          | Uccle                | (T) · (24)                           |
|  | o |  | Gossart             | 50° 48′ 41″ N, 4° 21′ 45″ E |          | Uccle                | (T) · (24)                           |
|  | o |  | Longchamp           | 50° 48′ 43″ N, 4° 22′ 03″ E |          | Uccle                | (T) · (24)                           |
|  | o |  | Bascule             | 50° 48′ 54″ N, 4° 22′ 04″ E |          | Uccle                | (T) · (24)                           |
|  | o |  | Legrand             | 50° 48′ 56″ N, 4° 22′ 19″ E |          | Bruxelles-ville      | (T) · (24) · (94)                    |
|  | o |  | Cambre-Étoile       | 50° 48′ 59″ N, 4° 22′ 36″ E |          | Ixelles              | (T) · (24) · (94)                    |
|  | o |  | Buyl                | 50° 49′ 06″ N, 4° 22′ 46″ E |          | Ixelles              | (T) · (24) · (25) · (94)             |
|  | o |  | Roffiaen            | 50° 49′ 11″ N, 4° 22′ 57″ E |          | Ixelles              | (T) · (24) · (25)                    |
|  | o |  | Etterbeek Gare      | 50° 49′ 20″ N, 4° 23′ 21″ E |          | Ixelles              | - SNCB                               |
|  | o |  | Deuxième Lanciers   | 50° 49′ 29″ N, 4° 23′ 37″ E |          | Etterbeek            | (T) · (24) · (25)                    |
|  | o |  | Arsenal             | 50° 49′ 34″ N, 4° 23′ 49″ E |          | Etterbeek            | (T) · (24) · (25)                    |
|  | o |  | Hansen-Soulie       | 50° 49′ 41″ N, 4° 24′ 02″ E |          | Etterbeek            | (T) · (24) · (25)                    |
|  | o |  | Pétillon            | 50° 49′ 46″ N, 4° 24′ 09″ E |          | Etterbeek            | -                                    |
|  | o |  | Boileau             | 50° 49′ 59″ N, 4° 24′ 19″ E | Prémétro | Etterbeek            | (T) · (24) · (25)                    |
|  | o |  | Montgomery          | 50° 50′ 15″ N, 4° 24′ 27″ E | Prémétro | Woluwe-Saint-Pierre  | -                                    |
|  | o |  | Georges Henri       | 50° 50′ 38″ N, 4° 24′ 19″ E | Prémétro | Woluwe-Saint-Lambert | (T) · (24) · (25)                    |
|  | o |  | Diamant             | 50° 50′ 57″ N, 4° 24′ 08″ E | Prémétro | Schaerbeek           | (T) · (24) · (25)                    |
|  | o |  | Meiser              | 50° 51′ 18″ N, 4° 23′ 54″ E |          | Schaerbeek           | (T) · (24) · (25)                    |
|  | o |  | Léopold III         | 50° 51′ 28″ N, 4° 23′ 50″ E |          | Schaerbeek           | (T) · (24)                           |
|  | o |  | Chazal              | 50° 51′ 39″ N, 4° 23′ 32″ E |          | Schaerbeek           | (T) · (24)                           |
|  | o |  | Héliotropes         | 50° 51′ 47″ N, 4° 23′ 11″ E |          | Schaerbeek           | (T) · (24)                           |
|  | o |  | Louis Bertrand      | 50° 51′ 58″ N, 4° 23′ 07″ E |          | Schaerbeek           | (T) · (24)                           |
|  | o |  | Hôpital Paul Brien  | 50° 52′ 06″ N, 4° 23′ 06″ E |          | Schaerbeek           | (T) · (24)                           |
|  | o |  | Demolder            | 50° 52′ 19″ N, 4° 22′ 49″ E |          | Schaerbeek           | (T) · (24)                           |
|  | o |  | Princesse Élisabeth | 50° 52′ 23″ N, 4° 22′ 39″ E |          | Schaerbeek           | (T) · (24) · (92)                    |
|  | o |  | Teichmann           | 50° 52′ 42″ N, 4° 22′ 29″ E |          | Bruxelles-ville      |                                      |
|  | o |  | Van Praet           | 50° 52′ 53″ N, 4° 22′ 24″ E |          | Bruxelles-ville      | (T) · (3)                            |
|  | o |  | Heembeek            | 50° 53′ 19″ N, 4° 22′ 30″ E |          | Bruxelles-ville      | (T) · (3)                            |
|  | o |  | Buissonnets         | 50° 53′ 29″ N, 4° 22′ 07″ E |          | Bruxelles-ville      | (T) · (3)                            |
|  | o |  | Araucaria           | 50° 53′ 36″ N, 4° 21′ 46″ E |          | Bruxelles-ville      | (T) · (3)                            |
|  | o |  | De Wand             | 50° 53′ 43″ N, 4° 21′ 27″ E |          | Bruxelles-ville      | (T) · (3) · (19)                     |
|  | o |  | Centenaire          | 50° 53′ 26″ N, 4° 20′ 43″ E |          | Bruxelles-ville      | (T) · (19) · (51)                    |
|  | o |  | Heysel              | 50° 53′ 48″ N, 4° 20′ 16″ E |          | Bruxelles-ville      | -                                    |

## Exploitation de la ligne

### Matériel roulant

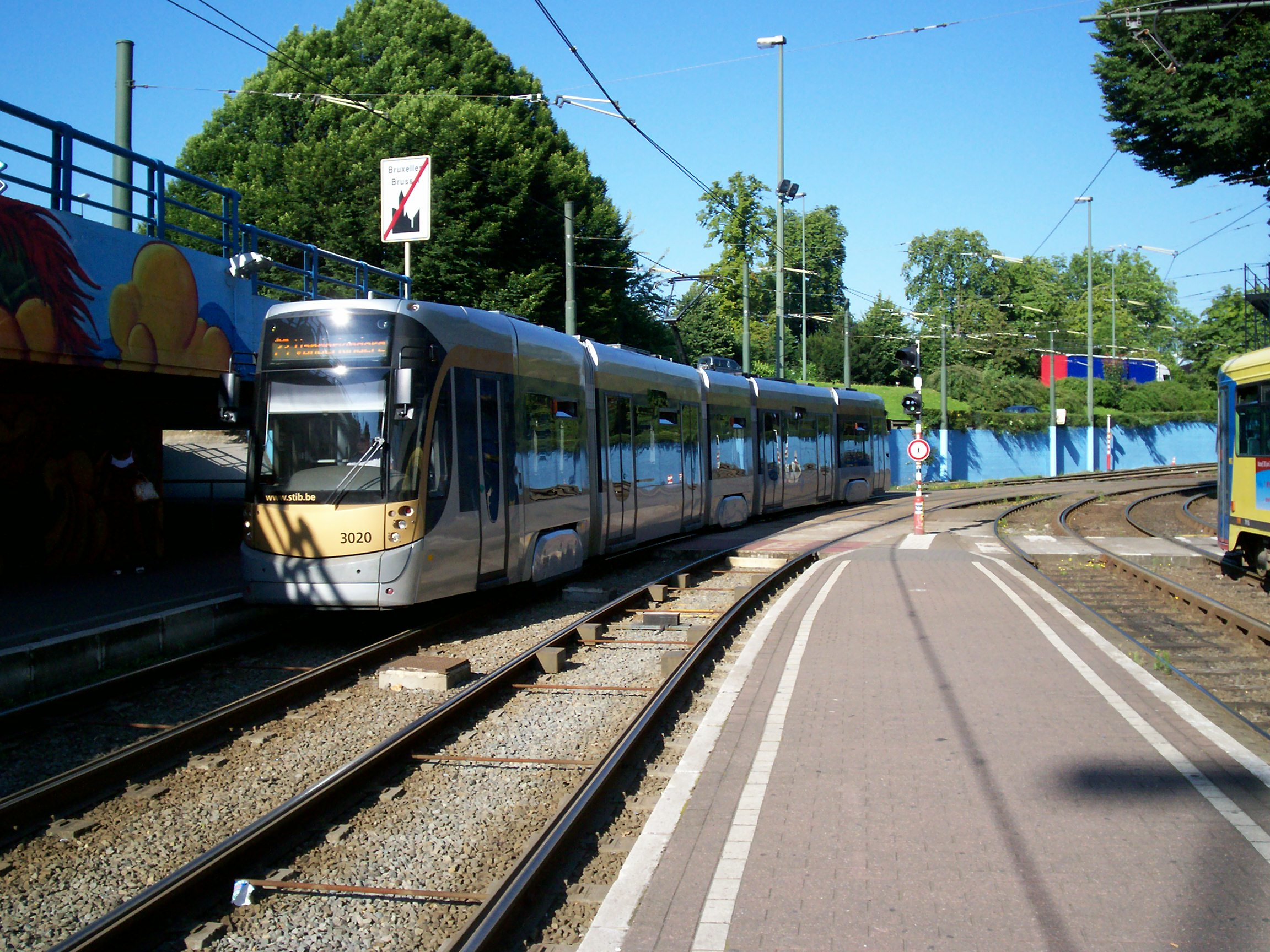
Le T3020 arrivant à De Wand et à destination de Vanderkindere.

En 2011, la ligne 23 du tram de Bruxelles était équipée de deux matériels roulants. Tous deux des nouveaux trams à plancher bas intégral, de long gabarit et très grande capacité du réseau, représentant le renouveau du tramway à Bruxelles par rapport aux tramways PCC (7700/7800) auparavant utilisés par la ligne 23. Ils ont été construits par la firme Bombardier sous le nom Flexity Outlook : les T 3000 et les T 4000.